# Style Louis XIV tournaisien
Ne doit pas être confondu avec Style Louis XIV ou Style tournaisien.

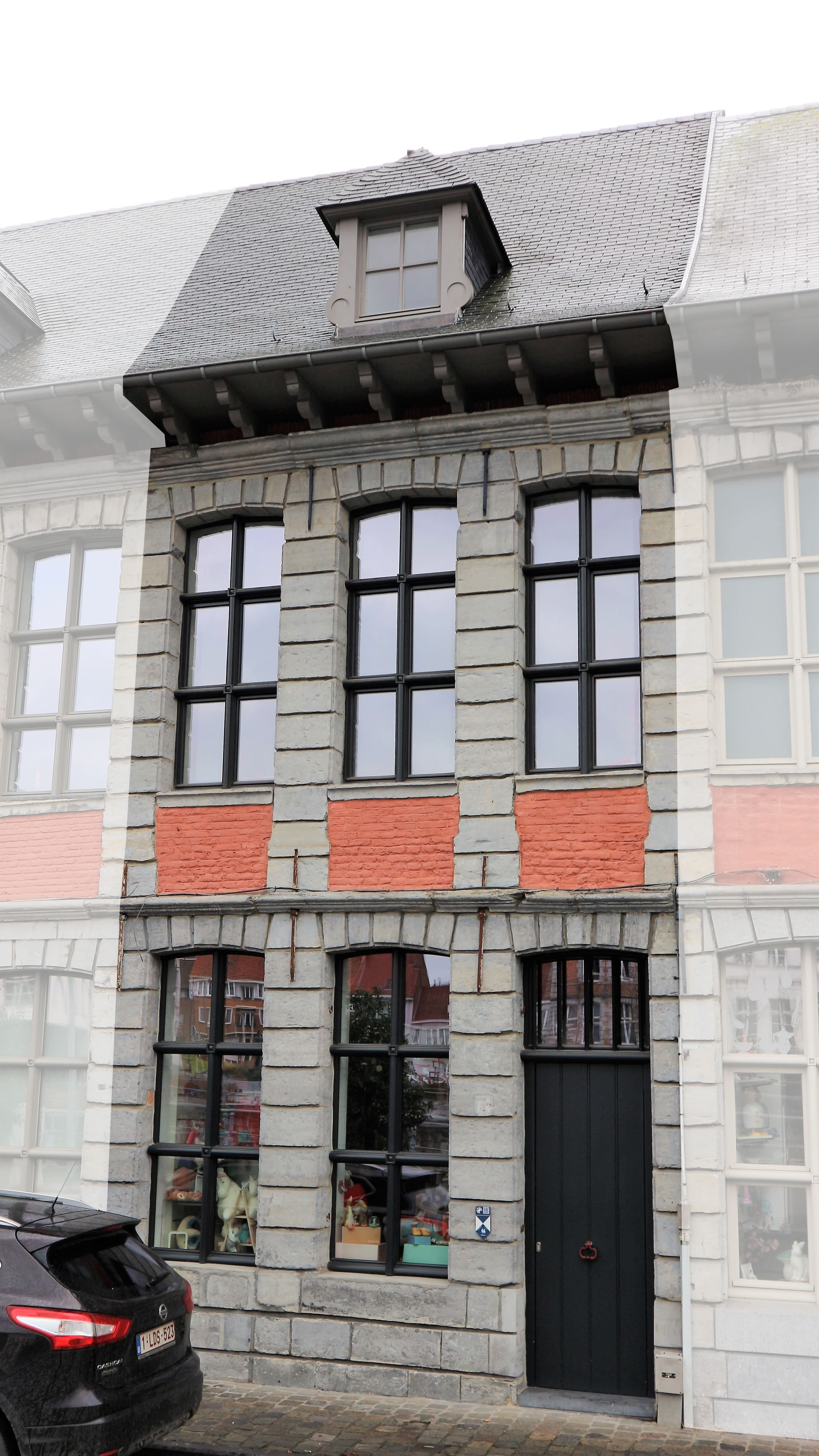
Maison de style Louis XIV tournaisien, quai Notre Dame 11 à Tournai.

Le style Louis XIV tournaisien ou classique tournaisien est un style architectural présent à Tournai à la fin du XVIIe siècle, c'est aujourd'hui le style architectural le plus présent et emblématique de la ville de Tournai.

## Histoire
Ce style apparait après la conquête française de la ville en 1667 et se développe avec l'urbanisation des quais de l'Escaut progressivement à partir de 1682.
Après la conquête de plusieurs territoires appartenant précédemment aux Pays-Bas espagnols, Louis XIV chargea ses architectes de reconstruire, de fortifier, d'agrandir et d'embellir les villes du nord du royaume. Parmi les architectes on comptait quelques envoyés mais surtout des locaux désormais sujets français. Ce programme trouve son paroxysme dans la fortification spectaculaire par Vauban des villes frontalières constituant le pré carré, dont fait partie Tournai. Il s’accompagne de la reconstruction partielle des centres-villes anciens dans un style plus moderne à la gloire du roi-soleil. Les nouveaux immeubles suivent une ordonnance à la fois rigoureuse et élégante qui s'inspire du baroque français (style Louis XIV), mais se différencient remarquablement de ce dernier par l'intégration de nombreux éléments de style régionaux et locaux, flamands, artésiens et tournaisiens selon les villes. Chaque ville concernée a ainsi pu développer un style particulier reflétant une identité architecturale bien spécifique, souvent très affirmée et différenciée des villes voisines, s'appuyant sur leurs propres traditions architecturales pré-françaises pluriséculaires. Cette architecture reflète la volonté de favoriser l'intégration politique des villes nouvellement françaises sans nier leur histoire culturelle, en s'appuyant sur les constructeurs locaux et leur savoir-faire particulier et en s'adaptant aux possibilités et aux limites des matériaux disponibles localement. Le résultat est que chaque ville a pu conserver une identité architecturale forte tout en devenant visiblement française. Ainsi des villes aussi proches entre elles que Lille, Tournai, Mons, Arras ou Aire-sur-la-Lys conservent encore aujourd'hui chacune une architecture Louis XIV qui lui est propre, le style de chaque ville étant fortement différencié par les décors et les matériaux locaux utilisés, mais ces styles sont très proches entre eux par leurs principes et leur système constructif. Beaucoup d'autres villes du Nord étaient aussi concernées (comme Dunkerque, Valenciennes ou Douai) mais n'en conservent aujourd'hui que très peu de vestiges comparativement à celles précédemment citées. Tournai est sans doute avec Lille (style franco-lillois), la ville où cette architecture est la mieux conservée, alors que paradoxalement elle n'est plus française depuis 1713, quand elle fut enlevée à Louis XIV par les Habsbourg d'Autriche pour intégrer les Pays-Bas autrichiens. On a continué à construire dans ce style à Tournai jusqu'au milieu du XVIIIe siècle.

## Description
Il s'agit de rangs de maisons homogènes constitués chacune de travées (deux à six par maison) toutes presque identiques par leur composition ornementale et leur hauteur, avec généralement un étage (parfois deux voire trois), des corniches et des toitures devant s'aligner sur toutes les maisons d'un même rang, bien que les travées puissent varier en largeur d'une maison à l'autre. Chaque propriétaire construisait sa propre maison en suivant le règlement établi, en reproduisant la travée type du rang où elle était située, ce qui provoquait inévitablement quelques variations d'une maison à l'autre. Mais beaucoup de variations supplémentaires aujourd'hui observables s'expliquent par les rénovations successives différenciées des maisons depuis plusieurs siècles. Ce système de rangs homogènes par répétition de travées existait avant la conquête française dans les villes romanophones de la région des Pays-Bas (nord de la France et Belgique), seul le style de la travée change avec son époque pour marquer, dans ce cas ci, l'intégration à la France. Les techniques de construction et les matériaux utilisés restèrent identiques à ce qu'ils étaient auparavant.
Ces principes constructifs sont les mêmes qu'on retrouve à la même époque dans d'autres villes de la région, notamment à Lille (style franco-lillois) mais les travées de Tournai diffèrent fortement par leur composition.

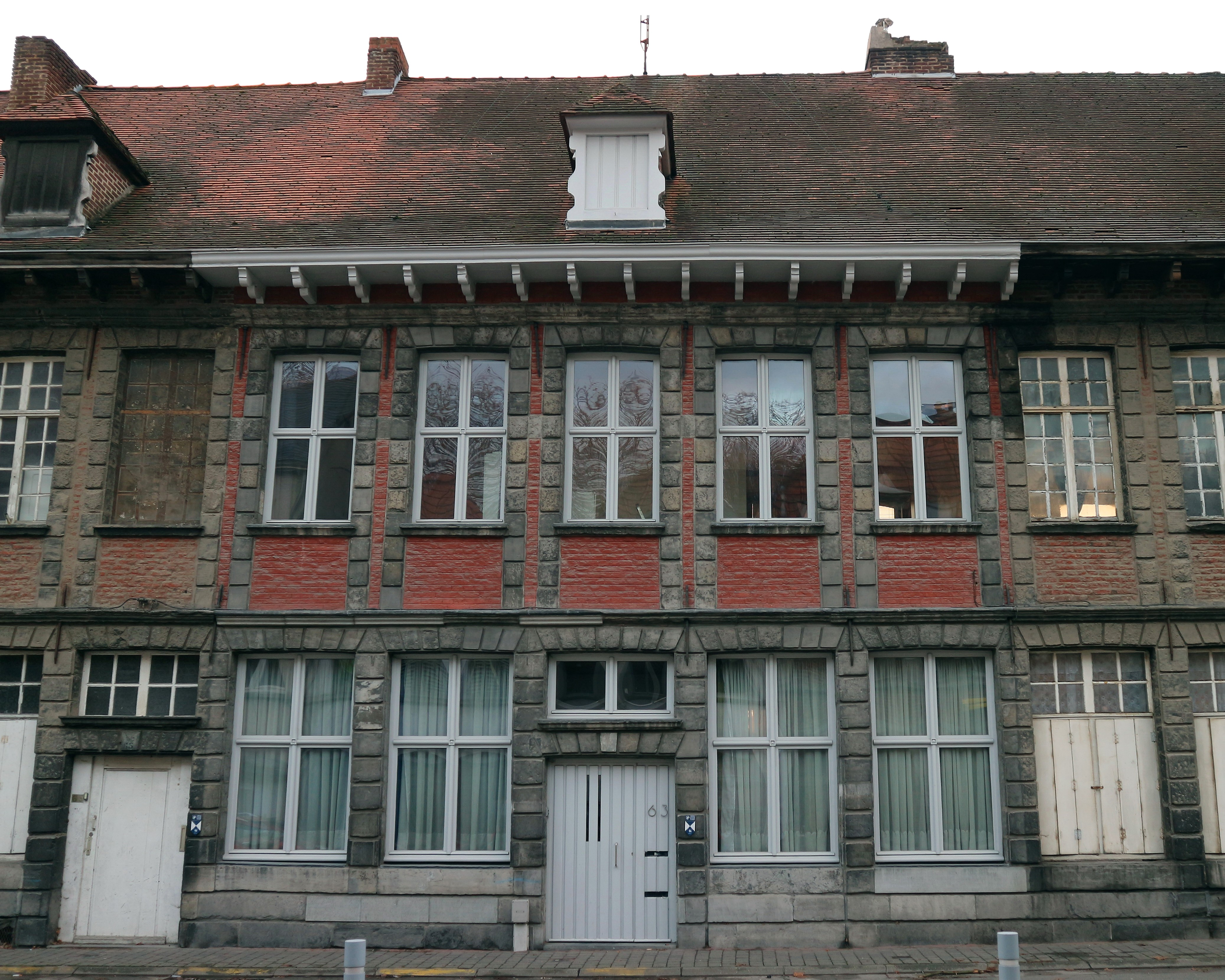
Maison de style Louis XIV tournaisien

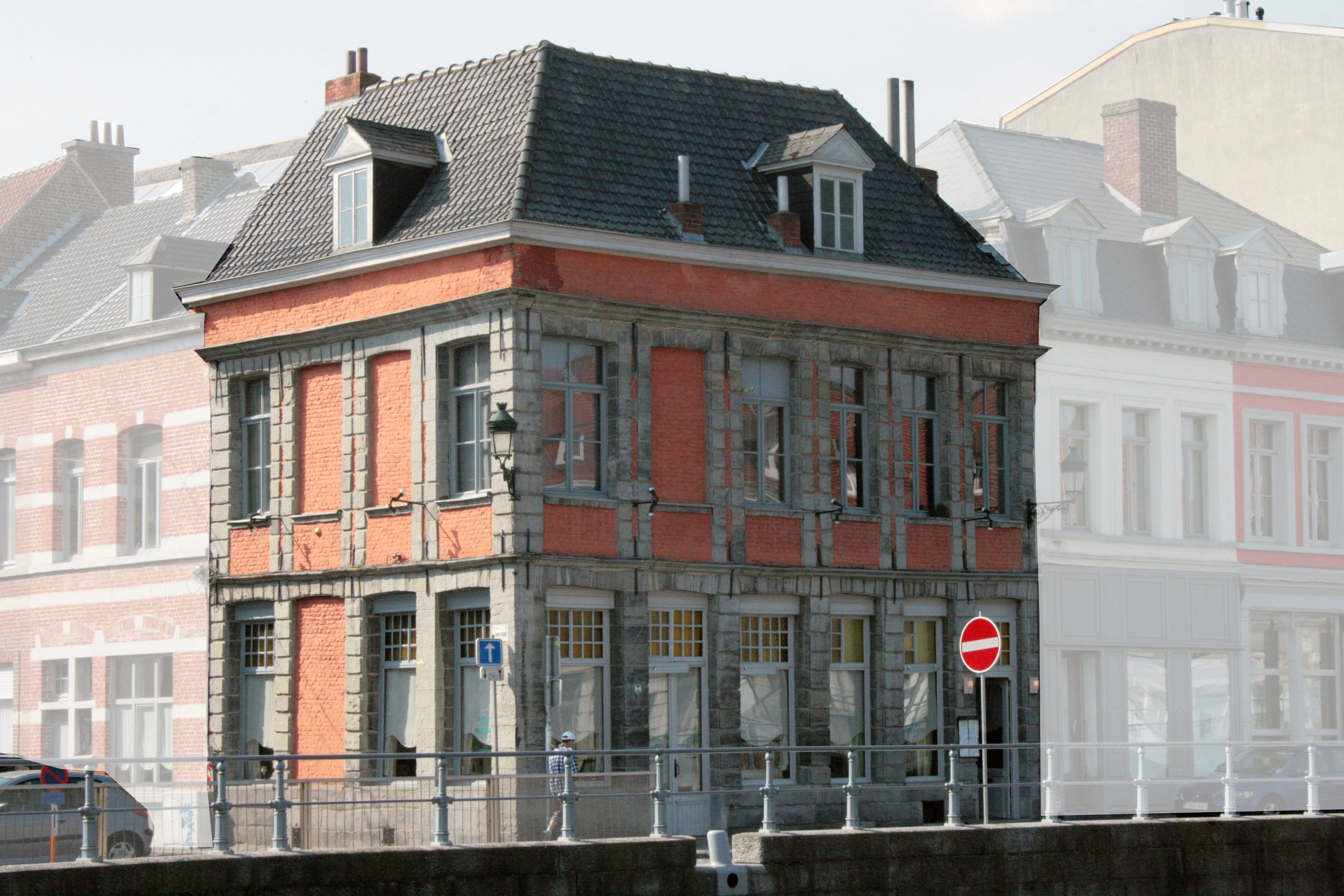
Maison de style Louis XIV tournaisien, Quai du Marché au Poisson.

A Tournai, le rez-de-chaussée est réalisé le plus souvent entièrement en pierre bleue à bossages, formant presque des arcades, les baies formées étant surmontées de plates-bandes à bossages semblables, taillées en claveaux pour former une légère voûte. Les piliers séparant les baies sont peu larges est constituées d'une seule pierre à bossage en largeur, ménageant le maximum d'ouverture pour les baies, pouvant leur permettre d'accueillir les vitrines de boutiques. Le tout repose sur un soubassement constitué de quelques belles assises continues également en pierre bleue. L'étage est constitué de baies semblables généralement légèrement moins larges et moins hautes et présente habituellement deux étroits piédroits par baie, bordant les deux côtés de la baie, constitués de bossages plus petits en pierre bleue, donc doublés entre chaque travée par rapport au rez-de-chaussée. L'espace vertical très étroit entre ces piédroits pouvant accueillir des briques. Les plate-bandes au dessus des fenêtres sont également en bossages de pierre bleue. Dans une variante fréquente, les bossages de l'étage entre les baies ne sont pas doublés et sont identiques à ceux du rez-de-chaussée. Les allèges sous les fenêtres sont constituées de panneaux de briques, et sont parfois ornées d'un cartouche en pierre blanche. Certaines baies ne possèdent pas de fenêtre et sont remplies de briques. Les étages sont séparés par un larmier : ligne horizontale saillante formée d'un cordon de pierre bleue, reliant de manière continue les maisons de tout un rang, à laquelle répond l'alignement des châssis de pierre bleue sous les fenêtres. Bien qu'assez répandu dans la région à diverses époques, ce type de cordons horizontaux traversant sans discontinuer les maisons est plus particulièrement présent à Tournai, comme sur les maisons romanes de Tournai du XIIe siècle et les maisons gothiques des XIIIe et XVe siècles (qui étaient déjà organisées en rangs constitués de travées types, comme le remarquable rang de maisons gothiques du XIIIe siècle de la rue des Jésuites) ainsi que sur les églises romanes et gothiques tournaisiennes, dont la cathédrale. 
Après un dernier larmier sommital (corniche), la toiture à coyaux en encorbellement est supportée par des corbeaux ou consoles de bois chantournées, rejetant les eaux de pluie loin de la façade du fait de l'absence de chenaux. Quelques lucarnes ornent les toitures, bordées latéralement par des pièces de bois sculptées.
On peut observer des variations vis à vis de ce modèle. Certains rangs comptent quelques ornements supplémentaires, comme des fenêtres à meneaux de pierre, des linteaux ou des frontons courbés au dessus des fenêtres (par exemple dans la rue de Marvis), etc. Enfin il existe un type plus sobre que l'on retrouve plus largement dans tout l'ancien compté de Hainaut, où la brique domine et où seul un petit nombre de pierres bleues sans bossage ornent le contour des baies en alternance avec des espaces en briques.

## Liste de bâtiments
Les bâtiments sont triés par ville et par l'intitulé de voirie (A-Z).
| Illustration                  | Nom                                          | Partie concernée       | Commune | Quartier ou lieu-dit                        | Adresse                                       | Date | Remarques |
| ----------------------------- | -------------------------------------------- | ---------------------- | ------- | ------------------------------------------- | --------------------------------------------- | ---- | --------- |
|                               | Rue des Cheoncq Clotiers 15                  |                        | Tournai |                                             | Rue des Cheoncq Clotiers 15, 7500 Tournai     |      |           |
|                               | Rue de l'Hôpital Notre-Dame 1                |                        | Tournai |                                             | Rue de l'Hôpital Notre-Dame 1, 7500 Tournai   |      |           |
| Rue de l'Hôpital Notre-Dame 3 |                                              | Tournai                |         | Rue de l'Hôpital Notre-Dame 3, 7500 Tournai |                                               |      |           |
| Rue de l'Hôpital Notre-Dame 5 |                                              | Tournai                |         | Rue de l'Hôpital Notre-Dame 5, 7500 Tournai |                                               |      |           |
| Rue de l'Hôpital Notre-Dame 7 |                                              | Tournai                |         | Rue de l'Hôpital Notre-Dame 7, 7500 Tournai |                                               |      |           |
|                               | Rue de l'Hôpital Notre-Dame 9                |                        | Tournai |                                             | Rue de l'Hôpital Notre-Dame 9, 7500 Tournai   |      |           |
|                               | Quai du Marché au Poisson 9                  |                        | Tournai |                                             | Quai du Marché au Poisson 9, 7500 Tournai     |      |           |
|                               | Quai du Marché au Poisson 11                 |                        | Tournai |                                             | Quai du Marché au Poisson 11, 7500 Tournai    |      |           |
|                               | Quai du Marché au Poisson 12                 |                        | Tournai |                                             | Quai du Marché au Poisson 12, 7500 Tournai    |      |           |
|                               | Quai du Marché au Poisson 13                 |                        | Tournai |                                             | Quai du Marché au Poisson 13, 7500 Tournai    |      |           |
|                               | Quai du Marché au Poisson 14                 |                        | Tournai |                                             | Quai du Marché au Poisson 14, 7500 Tournai    |      |           |
|                               | Quai du Marché au Poisson 15                 |                        | Tournai |                                             | Quai du Marché au Poisson 15, 7500 Tournai    |      |           |
|                               | Quai du Marché au Poisson 16                 |                        | Tournai |                                             | Quai du Marché au Poisson 16, 7500 Tournai    |      |           |
|                               | Quai du Marché au Poisson 17                 |                        | Tournai |                                             | Quai du Marché au Poisson 17, 7500 Tournai    |      |           |
|                               | Quai du Marché au Poisson 18                 |                        | Tournai |                                             | Quai du Marché au Poisson 18, 7500 Tournai    |      |           |
|                               | Quai du Marché au Poisson 19-21              |                        | Tournai |                                             | Quai du Marché au Poisson 19-21, 7500 Tournai |      |           |
|                               | Quai du Marché au Poisson 22                 |                        | Tournai |                                             | Quai du Marché au Poisson 22, 7500 Tournai    |      |           |
|                               | Quai du Marché au Poisson 23                 |                        | Tournai |                                             | Quai du Marché au Poisson 23, 7500 Tournai    |      |           |
|                               | Quai Notre Dame 9                            |                        | Tournai |                                             | Quai Notre Dame 9, 7500 Tournai               |      |           |
|                               | Quai Notre Dame 10                           |                        | Tournai |                                             | Quai Notre Dame 10, 7500 Tournai              |      |           |
|                               | Quai Notre Dame 11                           |                        | Tournai |                                             | Quai Notre Dame 11, 7500 Tournai              |      |           |
|                               | Quai Notre Dame 12-13                        |                        | Tournai |                                             | Quai Notre Dame 12-13, 7500 Tournai           |      |           |
|                               | Quai Notre Dame 15                           | Façade rue des Fossés. | Tournai |                                             | Quai Notre Dame 15, 7500 Tournai              |      |           |
|                               | Quai Notre Dame 20                           |                        | Tournai |                                             | Quai Notre Dame 20, 7500 Tournai              |      |           |
|                               | Quai Notre Dame 21                           |                        | Tournai |                                             | Quai Notre Dame 21, 7500 Tournai              |      |           |
|                               | Quai Notre Dame 22                           |                        | Tournai |                                             | Quai Notre Dame 22, 7500 Tournai              |      |           |
|                               | Quai Notre Dame 23                           |                        | Tournai |                                             | Quai Notre Dame 23, 7500 Tournai              |      |           |
|                               | Quai Notre Dame 24                           |                        | Tournai |                                             | Quai Notre Dame 24, 7500 Tournai              |      |           |
|                               | Quai Notre Dame 28                           |                        | Tournai |                                             | Quai Notre Dame 28, 7500 Tournai              |      |           |
|                               | Quai Notre Dame 29                           |                        | Tournai |                                             | Quai Notre Dame 29, 7500 Tournai              |      |           |
|                               | Quai Notre Dame 30                           |                        | Tournai |                                             | Quai Notre Dame 30, 7500 Tournai              |      |           |
|                               | Quai Notre Dame 31                           |                        | Tournai |                                             | Quai Notre Dame 31, 7500 Tournai              |      |           |
|                               | Quai Notre Dame 32                           |                        | Tournai |                                             | Quai Notre Dame 32, 7500 Tournai              |      |           |
|                               | Quai Notre Dame 33                           |                        | Tournai |                                             | Quai Notre Dame 33, 7500 Tournai              |      |           |
|                               | Quai Notre Dame 34                           |                        | Tournai |                                             | Quai Notre Dame 34, 7500 Tournai              |      |           |
|                               | Quai Notre Dame 35                           |                        | Tournai |                                             | Quai Notre Dame 35, 7500 Tournai              |      |           |
|                               | Quai Notre Dame 36                           |                        | Tournai |                                             | Quai Notre Dame 36, 7500 Tournai              |      |           |
|                               | Quai Notre Dame 37                           |                        | Tournai |                                             | Quai Notre Dame 37, 7500 Tournai              |      |           |
|                               | Quai Notre Dame 38                           |                        | Tournai |                                             | Quai Notre Dame 38, 7500 Tournai              |      |           |
|                               | Voir rue de l'Hôpital Notre-Dame 1, Tournai. |                        | Tournai |                                             | Quai Notre Dame 39, 7500 Tournai              |      |           |
|                               | Rue Sainte-Catherine 25                      |                        | Tournai |                                             | Rue Sainte-Catherine 25, Tournai, Belgique    |      |           |